# Pângărați
Pângărați is een Roemeense gemeente in het district Neamț.

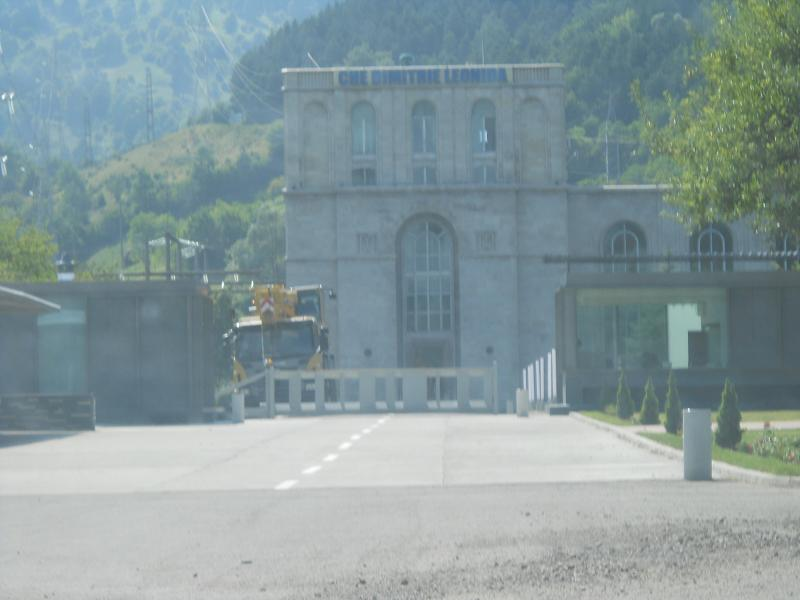
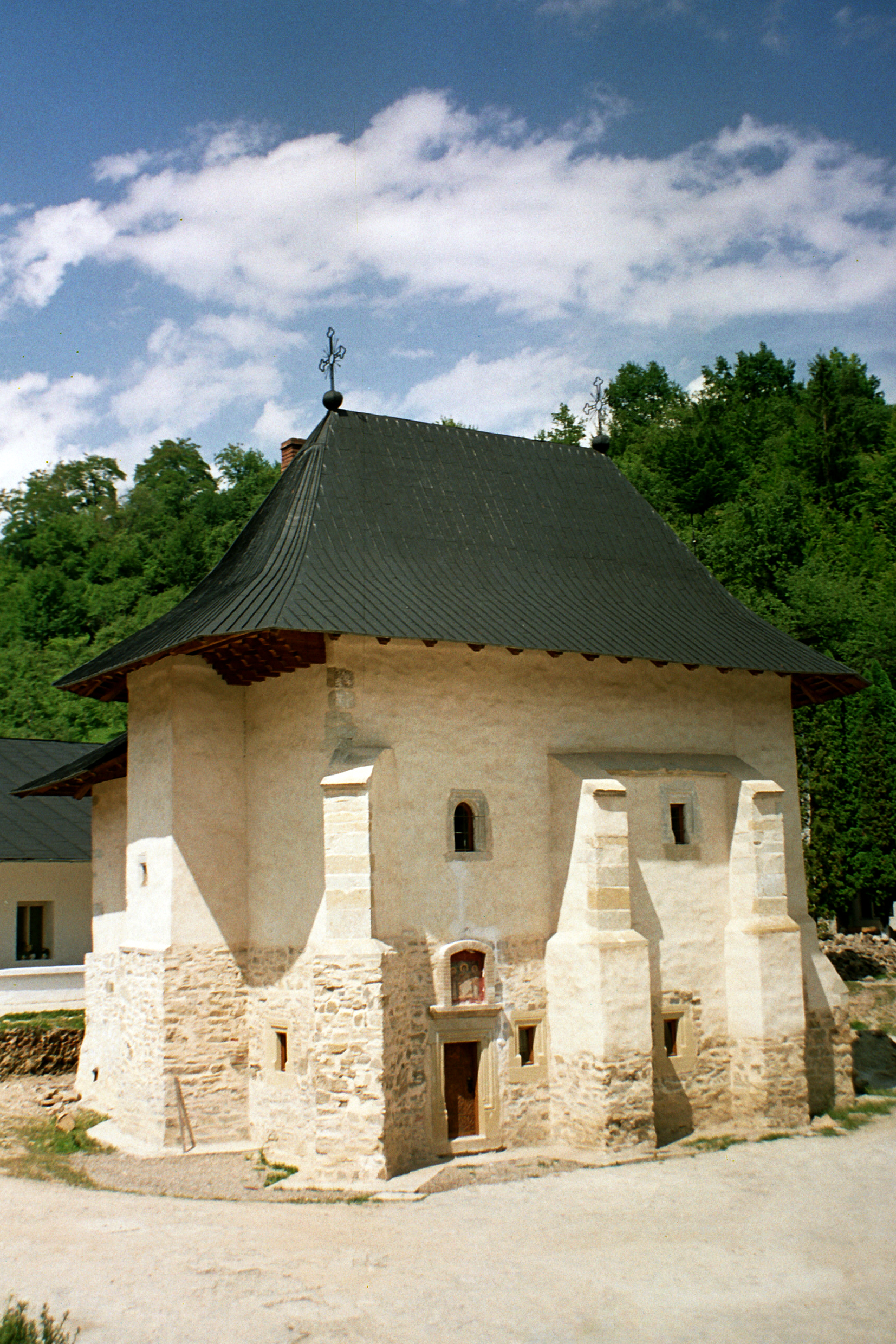

Pângărați telt 5126 inwoners.